# Kavad I.
Kavadh I. (perzijski: غباد Ghobād; † 531.) je bio Veliki kralj Perzije iz dinastije Sasanida (488. – 496.) i (499. – 531.)
Kavad je prema jednom izvoru umro 531. u dobi od 82 godine što znači da je rođen 449. Na vlast je uz potporu Heptalita došao nakon smrti svoga prethodnika Balaša kojega je Kavad najvjerojatnije svrgnuo i dao ubiti.
Kavadu je uspjelo spretno izigravati i međusobno svađati dvije najmoćnije perzijske plemićke obitelji (Mihran i Kar) tako da je relativno samostalno vladao. Već na početku njegove vladavine izbile su smutnje zbog mazdakitskog pokreta koji se tada razvio u Perziji. Mazdakiti su se zalagali za način života koji današnja znanost dijelom netočno uspoređuje s ranom fazom komunizma i koji je vjerojatno bio i pod utjecajem manihejizma. Zalagali su se za zajedničko vlasništvo i zajednicu žena. Danas se taj pokret smatra u biti vjerskim pokretom sa socijalnim ciljevima.
Nejasno je koju je ulogu u tome imao Kavad. Očito je igrao opasnu igru jer je neke ciljeve mazdakita (npr. razvlaštenje plemstva) kako bi time dobio njihovu potporu protiv plemstva. No pobuna plemstva godine 496. privremeno je odstranila mazdakite i svrgnula Kavada koji međutim nije ubijen nego bačen u zatvor. Za novoga kralja postavljen je Zamasp. Kavad je međutim uspio pobjeći i godine 499. ponovo zavladati uz potporu Heptalita. Kavad je nakon toga desetljećima surađivao s mazdakitskim pokretom sve dok ta suradnja dvadesetih godina 6. stoljeća, vjerojatno pod pritiskom Kavadova sina i nasljednika Hozroja I., nije prekinuta.
502. izbile su na zapadu borbe s Bizantom s kojim je desetljećima vladao mir, Razlozi nisu posve jasni; čini se da je s jedne strane bizantski car Anastazije I. smatrao da je Perzija zbog unutarnjim previranja preslaba da bi predstavljala prijetnju, dok je pak s druge strane Kavad vojnim pobjedama nad Bizantom htio učvrstiti svoju vlast jer Perzija tada nije imala drugih neprijatelja. Kavadu je osim toga hitno trebao novac kako bi napunio praznu kraljevsku blagajnu. Godine 506. sklopljen je mir jer su se Bizantinci uspješno branili, a Perziju su osim toga na sjeveru napali Huni.
Perzijsko-bizantski odnosi su se nakon toga privremeno toliko poboljšali tako da je Kavad čak oko 525. zamolio bizantskoga cara Justina I. da posvoji njegova najdražeg sina Hozroja I. No sukobi su ponovo izbili 526. Razlog je ovaj put između ostaloga bio i Kavadov pokušaj da malu ali strateški važne Laziku i Iberiju (današnju Gruziju) pridobije za zoroastrizam odnosno spriječi da padne pod bizantski utjecaj. U jeku rata Kavad je godine 531. umro te ga je naslijedio sin Hozroje I. Anuširvan, jedan od najznačajnijih sasanidskih vladara.
Najvažniji izvori za Kavadovu vladavinu su Prokopije iz Cezareje, (Pseudo-) Josua Stylites i Tabari.